# Districte de Myitkyina
El districte de Myitkyina és una divisió de l'estat Kachin a Birmània (Myanmar) amb capital a Myitkyina. Administrativament està dividit en nou townships:
- Myitkyina
- Waingmaw
- Injangyang
- Mongyaung
- Mohnyin
- Hpakant
- Tanai
- Chipw
- Sawlaw

## Història
La part del districte a l'oest del riu Irauadi i la plana a l'est van formar antigament el principat xan de Mongkawng (Mogaung) fundat per una branca del poble xan coneguda pels nores (singular nora) o Tai Long (Grans Shans) amb una llengua molt semblant al tailandès; el primer príncep (sawbwa) de Mongkawng fou Sam Long Hpa (1215), que va fer grans conquestes en totes direccions i va governar en un territori entre Hkamti Long i Shwebo, arribant fins al Nagaland i al país mishmi; fin el 1557 el principat va estar sota influència xinesa més o menys accentuada però en aquest any fou envaït per una expedició de Pegu i en endavant subjecte a aquest regne birmà o fou independent segons la força de cada sobirà; finalment el 1796 fou sotmès pel Regne d'Ava i governat per wuns (governadors).
Els xans es van revoltar a l'inici del segle XIX; l'important poble emmurallat de Waingmaw, just sota Myitkyina, a l'esquerra de l'Irauadi, fou destruït per una expedició birmana que venia de Bhamo el 1810. El darrer cop als xans fou donat pels katxins que van començar a pressionar des del nord a la segona meitat del segle i els xans gradualment van quedar exhaustes i el 1883 un moviment dirigit per un home anomenat Haw Saing, que deia ser la reencarnació d'un llegendari príncep xan, va establir el predomini katxin; el seu moviment va començar amb la devastació de la vall de l'Indawgyi i va acabar amb la conquesta de Mogaung; encara que els rebels foren finalment dispersats, els birmans, com havia passat al districte de Bhamo, no van poder protegir els seus súbdits xans que van haver de pagar tribut als caps locals (duwas) katxins, a canvi de no ser atacats; aquestos tributs variaven entre un grup de búfals a una mica de sal.
El febrer de 1886, al final de la tercera guerra Anglobirmana, el subcomissionat britànic a Bhamo va rebre la submissió dels oficials birmans locals a Mogaung; però aviat van arribar les dificultats; el primer inyo-ok (governador, d'etnia birmana) fou assassinat dos mesos després de la seva arribada i l'oficial birmà designat al seu lloc va refusar restar a Mogaung a menys que s'hi establís un contingent de tropes; el seu successor, Po Saw, va fugir quan els britànics van enviar una expedició a la zona (1887) i es va declarar obertament en rebel·lió; va rebre el suport dels lepai katxins per fer front a una comuna enviada des de Bhamo que venia per protegir el seu successor, i va atacar Mogaung però sense èxit. Avançat el 1887 Mogaung fou protegida per una empallissada i convertida en capital de la subdivisió de Mogaung al districte de Bhamo. Po Saw va fer un segon atac a la vila el 1888 causant algunes baixes a la guarnició.
Entre 1888 i 1889 quatre expedicions de càstig van ser enviades contra les tribus katxins, expedicions que foren dirigides per Sir George White, aconseguint els seus objectius amb poques pèrdues i establint una posició a Kamaing al riu Mogaung. Entre 1890 i 1891 es van enviar quatre columnes contra les tribus katxins a l'oest del riu, quedant sota control directe; una de les columnes va estar a la vall d'Hukawng i a les Mines de Jade i es va trobar amb una columna que venia d'Assam. La subdivisió de Myitkyina es va formar el 1891. A l'est es van enviar dues expedicions per sotmetre als katxins de l'est del riu Irauadi (1891) però es van trobar amb considerables dificultats; una de les columnes va entrar al poble de Sadon al nord-est del districte i va poder explorar les ribes del riu N'maikha; en absència de la major part dels soldats, la posició militar establerta a Sadon fou atacada pels katxins i la guarnició va haver de ser auxiliada per la columna que estava operant a la zona de Sima, al sud-oest de Myitkyina. El 1892-1893 una columna de la policia militar concentrada a Talawgyi, un poble al sud de Myitkyina a la part oriental de l'Irauadi, va vèncer l'oposició dels katxins i va poder establir una posició militar a Sima. Al mateix dia que Sima quedava sota control, els sana katxins atacaven sobtadament Myitkyina (desembre de 1892); la casa de l'oficial de la subdivisió fou cremada i el subadar major dels Mogaung Levies (reclutes locals de Mogaung) va morir d'un tret; mentre els katxins van rodejar Sima; el comandant Morton que dirigia les forces en aquest lloc fou mort a la lluita quan retirava un piquet i el seu cos va poder ser portat a la fortalesa pel metge militar Lloyd, que després va rebre la creu Victòria per aquest acte. Restablerta la situació a Myitkyina, es va enviar policia militar a Sima i al mateix una columna que havia estat enviada al sud del Taping fou cridada al nord per servir de distracció als katxins; tot i així la situació no s'arranjava i els katxins seguien amenaçant Sima; es van haver d'enviar 1.200 soldats que després de diverses lluites, en les que van morir uns quants oficials britànics, van obligar els katxins a retirar-se a Palap al sud de Sima.

## Geografia
El 1895 es va formar el districte de Myitkyina. Aquell mateix any fou enviada una expedició per castigar els sana katxins pel seu atac a la vila de Myitkyina el desembre del 1892 i 24 pobles van haver de pagar fortes multes per haver participat en l'atac. Les darreres lluites foren el 1899-1900, quan una expedició fou enviada a explorar el territori a l'est de N'maikha fou destruïda per una força xinesa que va perdre pel seu costat 70 homes i va tenir molts ferits, per la qual cosa es va acabar retirant.
El districte va quedar dins de la divisió de Mandalay a l'Alta Birmània. El 1901 consta amb una superfície de 27.558 km² si bé només la part baixa del districte estava sota administració regular, ja que la part alta a la capçalera dels rius Chindwin i Irauadi amb la vall de Hukawng, Hkamti Long i la comarca de Sana estava de fet sense explorar i no administrada. Progressivament el control es va estendre a tot el territori. La part administrada i la no administrada estaven separades al nord-est la serra de Kumpi, al nord de la vall de Shingaw; al nord pel riu N'maikha fins a la confluència de diversos rius que s'unien al Malikha per formar l'Irauadi; al nord-oest per la vall d'Hukawng; a l'oest amb el districte d'Upper Chindwin i pel riu Namsang; i al sud amb els districtes de Katha i de Bhamo; el límit oriental arribava fins a Yunnan. La part més al nord al límit amb Xina estava regada per les fonts de l'Irauadi i el rius Shweli i Taping i més al sud pels rius Tabak i Paknoi que s'uneixen al Nantabet, un tributari de l'Irauadi per l'est. El territori del districte era i és muntanyos; les muntanyes són anomenades Kachin Hills (Muntanyes Kachin) i la seva branca oriental corre al sud des de Tibet i marca tota la part est del districte, amb elevacions normals fins a 2.200 metres i cims que arriben a 3.500; a l'est de l'Irauadi hi ha les muntanyes de Kumon, que delimiten la comarca d'Hkamti a l'est d'Assam i acaben al sud en el pic Shwedaunggyi peak (1.782 metres). A la part nord d'aquestes muntanyes neix el riu Chindwin, localment anomenat Tanai. Cap al sud de la serra de Kumon comencen les muntanyes Kaukkwe en diverses branques, la més occidental de les quals separa la vall de Kaukkwe de la vall de Nanyin i arriba fins al districte de Katha. Altres serallades a destacar són les de Loipyet, entre els rius Nanyin i Indaw streams, i les muntanyes de les Mines de Jade, entre la vall de l'Uyu i l'Indaw. L'Irauadi, format per la unió del Malikha i el N'maikha corre en direcció sud per tot el districte; els seus afluents principals al districte són el Mogaung (o Nam Kawng), el Indaw i el Nanyin (o Nam Yang). El llac Indawgyi, el més gran de Birmània es troba a la cantonada sud-oest del districte i mesura uns 207 km².
No es coneixia la població el 1901 només que per estimacions: 51.021 habitants el 1891 i 67.399 el 1901. La major part de la població eren katxins (vers el 55%), estant habitat també per xans, lisawa, szis, lashis, marus i la peculiar ètnia dels hpons; els birmans eren uns 6000 i els xinesos uns tres mil i similar quantitat els hindús. Més de 50.000 persones depenien directament de l'agricultura. Administrativament es van formar dos subdivisions i tres townships:
- Mogaung
  - Mogaung
  - Kamaing
- Myitkyina
  - Myitkyina

El territori estava administrat sota les Kachin Hill Tribes Regulation de 1895. Al township hi havia tres oficials: un a Sadon, un a Sima i un a Myitkyina sent aquest darrer cap de la subdivisió i oficial superior de policia. Un altre oficial de subdivisió residia a Mogaung amb un oficial a Kamaing, L'oficial del districte residia a Myitkyina. La subdivisió i township de Myitkyina mesurava 11.655 km² i la població era d'uns 37.000 habitants repartits en 582 pobles dels quals 477 eren pobles katxins de les Muntanyes Katxin.